# Mauremys caspica
La tortuga del Caspio (Mauremys caspica) es una tortuga de agua dulce de la familia Geoemydidae. Su nombre se debe a su distribución en los países del oeste y del sur del mar Caspio. 

## Hábitat
Vive en  lagunas dulces o salobres y en los ríos, y soportan bien las aguas contaminadas.

## Distribución territorial
La distribución de las tortugas del Caspio se encuentra al este de Europa y partes de Asia. Desde el sur de Rusia, entre el Cáucaso y el mar Caspio hasta el este de Turquía y gran parte de Irán. 
Durante mucho tiempo la tortuga del Caspio occidental o de los Balcanes (Mauremys rivulata) fue considerada como una subespecie de la tortuga del Caspio (Mauremys caspica). Ocupaba toda la parte occidental de la antigua especie, desde el sureste de Europa y el oeste de Grecia hasta el oeste de Turquía, el Líbano, Israel y Siria.

## Subespecies
- Mauremys caspica caspica (Este del Caspio)
- Mauremys caspica siebenrocki (Sur de Irán)
- Mauremys caspica ventrimaculata (Este de Turquía y norte de Irán)

## Morfología
- Mide unos 20-25 cm de longitud total.
- El caparazón es más aplanado que la del galápago europeo (Emys orbicularis).
- Posee las placas axilar e inguinal patentes.
- La coloración del adulto es verde oliva, oscuro y uniforme.
- En los ejemplares jóvenes el caparazón es de color pardo, con las quillas ocre anaranjadas o rojizas, y en el cuello presenta unas bandas longitudinales amarillentas características, las cuales suelen permanecer en el adulto.
- Las hembras suelen ser ligeramente más grandes que los machos.

## Reproducción
Durante la época reproductora, entre junio y julio, la cópula tiene lugar tanto en el agua como en tierra. La puesta se compone de 5-9  huevos blancos (20-30 x 35-40 mm) y los pequeños nacen al cabo de 30 días. Los machos llegan a la madurez sexual a los 7 años, más o menos como las hembras.

## Alimentación
Es exclusivamente carnívora: pequeños invertebrados, insectos, caracoles, anfibios, peces, insectos acuáticos, y sus huevos, carroña, etc. A veces también se alimentan de vegetales como algas.

## Costumbres
Hibernan en el fondo de los ríos, aunque, siendo, como es, de distribución más meridional que el galápago europeo, en las zonas más cálidas puede permanecer activa durante el invierno. 